# Gabinete Militar do Governador do Estado de Minas Gerais
O Gabinete Militar do Governador (GMG) é um órgão público do governo do estado de Minas Gerais. O GMG tem como competência planejar, coordenar e executar atividades de transporte e segurança governamental, proteção e defesa civil, o pleno funcionamento dos palácios governamentais vinculados ao GMG e da residência oficial do Governador, bem como prestar ao Governador e ao Vice-Governador assessoramento direto em matéria atinente às Instituições Militares Estaduais.

## Histórico
O Gabinete Militar do Governador foi criado pela Lei nº 2877, de 04 de outubro de 1963, no Governo de Magalhães Pinto como órgão da administração direta do Estado. Esse dispositivo legal transformava o antigo cargo de Assistente Militar em um órgão de maior estrutura, com as atribuições de prestar assistência policial militar e ajudância-de-ordens ao Chefe do Executivo Estadual.
Em 1971, o então Governador, Israel Pinheiro, por meio do Decreto nº 13478, reestruturou o Gabinete Militar do Governador, atribuindo-lhe novos encargos. Naquela época, o GMG recebeu, entre outras atribuições, a de proporcionar segurança ao Governador do Estado e aos Palácios Governamentais. Formou-se um Corpo de Segurança, composto de militares à paisana para acompanhar o Governador do Estado e criou-se a Companhia de Guardas Governamental (CGG) para encarregar-se da guarda dos Palácios.
Em 1977 a Coordenadoria Estadual de Defesa Civil (Cedec) foi vinculada ao Gabinete Militar. Criada em 1972, a Cedec possuía, à época, uma estrutura que não vinha atendendo às necessidades da Defesa Civil no Estado. De acordo com o decreto de criação, a Cedec era um órgão colegiado, integrado por representantes de diversos setores da administração estadual, mas sem vinculação direta a nenhum Órgão, faltando-lhe as bases estrutural e administrativa sólidas. Sua vinculação ao Gabinete foi sancionada em 1977 no governo de Aureliano Chaves.
Atualmente, o Gabinete Militar do Governador é organizado conforme Lei nº 11.102, de 26 de maio, de 1993, e regulamentado pelo Decreto nº 47.777 de 04 de dezembro de 2019.
Em 2019, através de decreto, foi determinado que a casa alugada pelo governador Romeu Zema, na região da Pampulha, passa a ter uma “finalidade pública” e, por isso, a região está sujeita a um plano de segurança elaborado pelo Gabinete Militar do Governador (GMG).
O atual Chefe do GMG é o Coronel Osvaldo de Souza Marques.